# 이슬람 국가의 영토

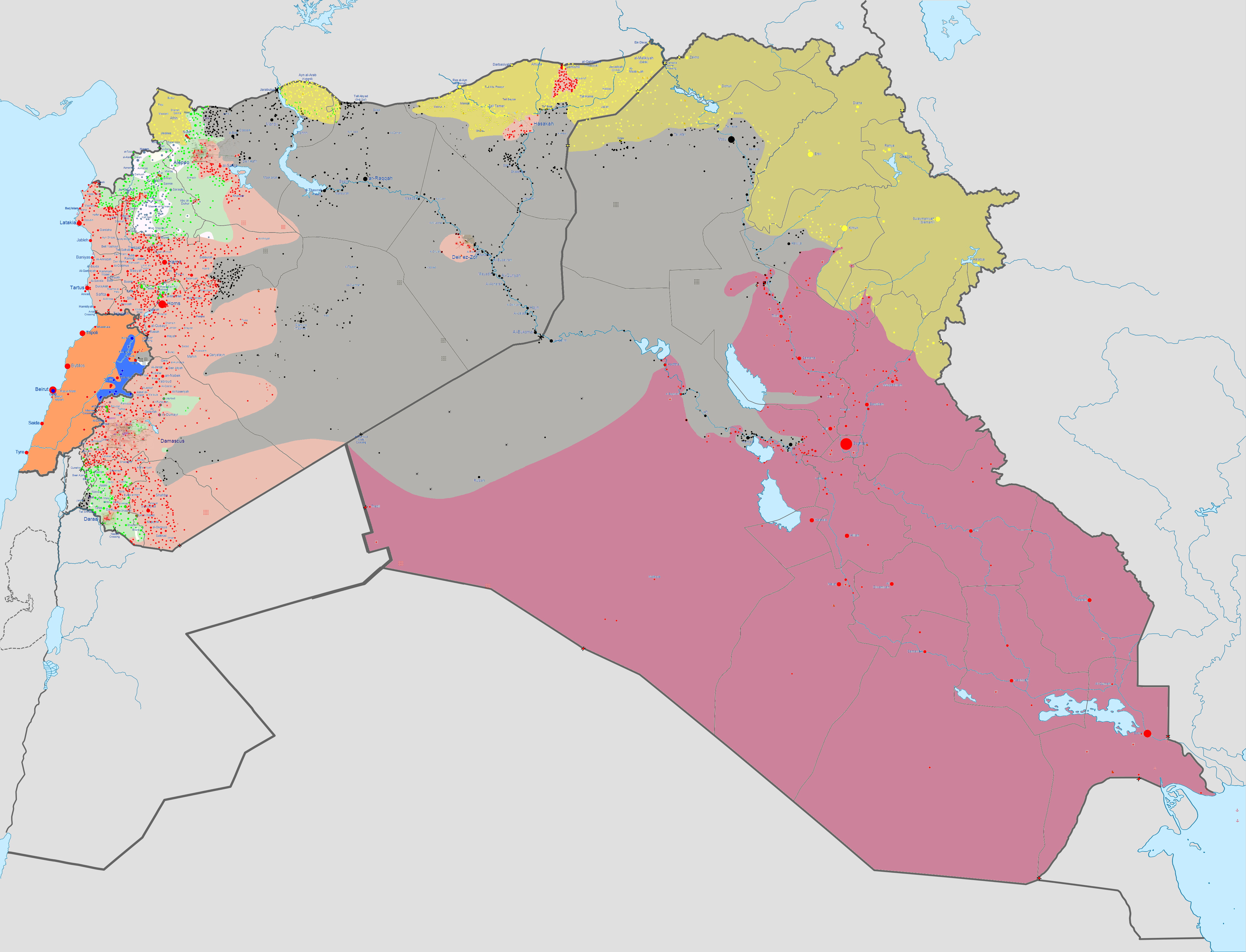
이슬람 국가(IS)의 최대 영토 (2015년 중반)

이슬람 국가(IS)는 2014년부터 2017년까지 이라크의 북부와 시리아의 동부를 점령하고 국가를 자처했던 극단적인 수니파 이슬람 원리주의 무장단체이다. 국제법에 대한 준수 의지가 전혀 없고 명확한 법 등 행정체계가 결여되어 미승인 국가로도 인정되지 않았으나 준국가로 인정되었다. 현재는 IS 연계 지부가 아프리카에서 영역을 차지하고 있으나, 본부가 붕괴된 관계로 IS 자체가 준국가로 간주되진 않는다.

IS 영토의 본토는 메소포타미아 지역으로, 사헬 일부, 리비아 북부 등에 자칭 영토가 있었다. 2024년 현재도 윌라얏 알 사힐(IS 사헬 주)의 반군은 진압이 되지 않고 있다.